# 掌侍
掌侍（ないしのじょう）是律令制度下的一种女官，即後宮内侍司內的三次官。最初为内侍司的判官，但后来与尚侍、典侍一起负责掌管整个后宫的实务。掌侍中的第一位被特别地称为勾当内侍（こうとうのないし）。

掌侍随尚侍、典侍侍奉天皇，指挥、命妇、女孺等人，处理内里内部的礼仪和事务。自平安时代中期以后，内里后宫以内侍司为中心重新编制，尚侍逐渐具有后妃的待遇，典侍也被视为具有乳母的身份，掌侍的重要性随之提升，逐渐统率内里的女官。此外，她们还会随从天皇的行幸，并有时作为各神社祭礼的使者。到了江户时代，掌侍主要负责御所的清扫、天皇的膳食准备、皇后的梳发及浴堂的相关事务，通常从羽林家和名家中挑选。在尚侍、典侍皆被收編為天皇嬪妃一員之後，便由掌侍接替成為内侍司內最高女官。
| 前一位階： 典侍 | 日本後宮位階表 | 次一位階： 命婦 |